# Wynyard (Tasmania)
Wynyard è una città della Tasmania, in Australia; essa si trova 340 chilometri a nord-ovest di Hobart ed è la sede della Municipalità di Waratah-Wynyard. Al censimento del 2006 contava 4.812 abitanti.